# Crioll de São Vicente
El Crioll de São Vicente és un dialecte del crioll capverdià, que pertany al grup dels criolls de Barlavento, parlat principalment a l'illa de São Vicente.

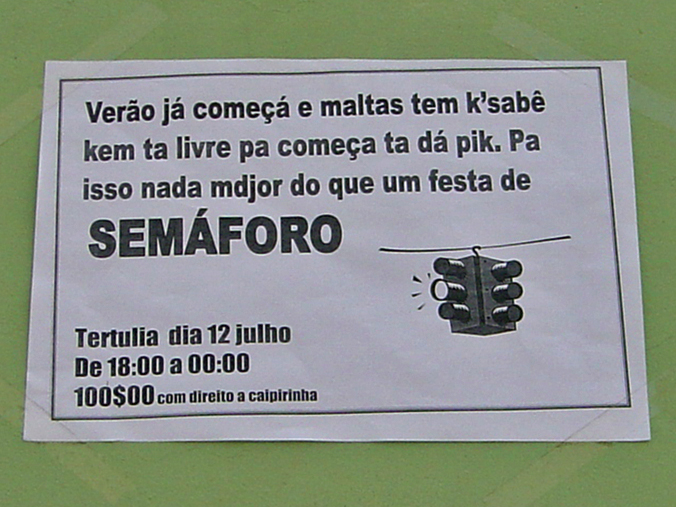
Anunci en crioll

S'estima que és parlat pel 15,58% de la població de Cap Verd, però aquest número podria ser lleugerament més gran degut a l'emigració interna a les illes, i encara més si hi afegim els parlants a comunitats d'emigrants a l'estranger.

## Característiques
Més enllà de les característiques generals dels criolls de Sotavento el crioll de São Vicente té les següents característiques:
- L'aspecte progressiu del present és format col·locant tâ tâ abans dels verbs:tâ + tâ + V.
- Els sons /s/ e /z/ són palatitzats per a [ʃ] i [ʒ] quan està a final de síl·laba. Ex.: fésta «festa» pronunciat [ˈfɛʃtɐ] en comptes de [ˈfɛstɐ], gósga «cócegas» pronunciat [ˈɡɔʒɡɐ] en comptes de [ˈɡɔzɡɐ], més «mais» pronunciat [mɛʃ] en comptes de [mas].
- El so /ʤ/ (derivat del portuguès /ʎ/ escrit lh) està representat pel so /j/. Ex.: bói’ en comptes de bódj’ «baile», ôi’ en comptes de ôdj’ «olho», spêi’ en comptes de spêdj’ «espelho». Entre vocals, el so /j/ desapareix: vé’a en comptes de bédja «velha», o’á en comptes de odjâ «ver», pá’a en comptes de pádja «palha». Quan està immediatament després de consonant, a causa de caiguda de vocal, està representat per /lj/: m’liôr en comptes de m’djôr «melhor», c’liêr en comptes de c’djêr «colher».
- El so /ɐ/ tònic final és pronunciat obert /a/. Ex.: já en comptes de djâ «já», lá en comptes de lâ «lá», i tots els verbs que acaben en ~â, calcá en comptes de calcâ «carregar», pintchá en comptes de pintchâ «empurrar», etc.
- El so /ʤ/ (derivat del portuguès antic escrit j a l'inici de paraula) està parcialment representat per /ʒ/. Ex. jantâ en comptes de djantâ «jantar», jôg’ en comptes de djôg' «jogo», però djâ «já», Djõ.
- Existència d'un cert tipus de vocabulari (també existent a Santo Antão) que no existeix a les altres illes. Ex.: dançá en comptes de badjâ «dançar», dzê en comptes de flâ «dizer», encocá en comptes de djungutú (SN, SL, BV & MA), djongôto (ST) ou djongotô (FO & BR) «pôr-se de cócoras», falá en comptes de papiâ «falar», guitá en comptes de djobê «espreitar», ruf’ná en comptes de fuliâ «atirar», stód’ en comptes de stâ «estar», tchocá en comptes de furtâ «roubar», tchúc’ en comptes de pôrc’ «porco», etc.

## Algunes expressions
| Crioll de São Vicente | Portuguès                  |
| --------------------- | -------------------------- |
| aôj', hoj'            | hoje                       |
| manhã                 | manhã                      |
| p'lurím               | mercado                    |
| Sõ 'Cênt'             | São Vicente                |
| Mindêl'               | Mindelo                    |
| Moráda                | centre històric de Mindelo |
| práça                 | praça                      |
| práia, már            | praia                      |
| rúa                   | rua                        |
| m', mí                | eu                         |
| bô                    | tu                         |
| êl                    | ele, ela                   |
| nô, nôs               | nós                        |
| b'sôt'                | vós, vocês                 |
| ês                    | eles, elas                 |
| sabê                  | saber                      |
| sáb', sabím           | agradável, bom             |
| bái, bá'              | ir                         |
| spiá                  | olhar                      |
| arrôz                 | arroz                      |
| câ, nãu               | não                        |